# Azad Kashmir
Azad Jammu i Caixmir (urdú: آزاد جموں و کشمیر, romanitzat: āzād jammū̃ ō kaśmīr, trad. 'Free Jammu and Kashmir'), abreujat com AJK i col·loquialment anomenat simplement Azad Kashmir, és una regió administrada per Pakistan com a entitat nominalment autònoma i constitueix la part occidental de la regió més gran del Caixmir, que ha estat objecte d'una disputa entre l'Índia i el Pakistan des de 1947. El territori comparteix una frontera al nord amb Gilgit-Baltistan, juntament amb la qual les Nacions Unides i altres organitzacions internacionals la denominen "Caixmir administrat pel Pakistan". Azad Kashmir també comparteix fronteres amb les províncies pakistaneses de Punjab i Khyber Pakhtunkhwa al sud i a l'oest, respectivament. Al seu costat oriental, Azad Jammu i Caixmir està separada del territori de la unió índia de Jammu i Caixmir (part del Caixmir administrat per l'Índia) per la Línia de control (LoC), que serveix de frontera de facto entre l'Índia i el Pakistan -partes controlades de Caixmir. El territori administratiu d'Azad Jammu i Caixmir (que exclou Gilgit-Baltistan) cobreix una àrea total de 13.297 km² i té una població total de 4.045.366 segons el cens nacional de 2017.
El territori té una forma parlamentària de govern modelada segons el sistema britànic de Westminster, amb la seva capital situada a Muzaffarabad. El president d'AJK és el cap d'estat constitucional, mentre que el primer ministre, recolzat per un Consell de ministres, és el cap executiu. L'assemblea legislativa unicameral d'Azad Kashmir elegeix el primer ministre i el president. El territori té el seu propi Tribunal Suprem i un Tribunal Superior, mentre que el Govern del Pakistan, el Ministeri d'Afers del Caixmir i Gilgit-Baltistan, serveix com a nexe d'unió amb Azad Jammu i el govern del Caixmir, tot i que el territori autònom no està representat al Parlament del Pakistan. .
Un gran terratrèmol el 2005 va matar almenys 100.000 persones i va deixar desplaçats altres tres milions de persones, causant una devastació generalitzada a la infraestructura i l'economia de la regió. Des de llavors, amb l'ajut del govern del Pakistan i l'ajut exterior, la reconstrucció de la infraestructura està en marxa. L'economia d'Azad Kashmir depèn en gran manera de l'agricultura, els serveis, el turisme i les remeses enviades per membres de la comunitat britànica Mirpuri. Prop del 87% de les llars d'Azad Kashmiri posseeixen finques agrícoles, i la regió té la taxa més alta d'inscripció escolar a Pakistan i una taxa d'alfabetització d'aproximadament el 72%.

## Nom
Azad Kashmir (Caixmir Lliure) va ser el títol d'un fulletó emès pel partit de la Conferència Musulmana en la seva 13a sessió general celebrada el 1945 a Poonch. Es creu que va ser una resposta al programa de la Conferència Nacional Naya Kashmir (Nou Caixmir). Les fonts afirmen que no era més que una recopilació de diverses resolucions aprovades pel partit. Però la seva intenció sembla haver estat declarar que els musulmans de Jammu i Caixmir estaven compromesos amb la lluita de la Lliga Musulmana per una pàtria separada (Pakistan), i que la Conferència musulmana era la seva única organització representativa. No obstant això, l'any següent, el partit va aprovar una "resolució d'Azad Kashmir" exigint al maharajà que instituís una Assemblea Constituent elegida amb una franquícia ampliada. Segons l'erudit Chitralekha Zutshi, l'objectiu declarat de l'organització era aconseguir un govern responsable sota l'ègida del maharajà, sense associació ni amb l'Índia ni amb el Pakistan. L'any següent, els treballadors del partit reunits a la casa de Sardar Ibrahim el 19 de juliol de 1947 van revertir la decisió, exigint al maharajà l'accés al Pakistan.
Poc després, Sardar Ibrahim va escapar al Pakistan i va liderar la rebel·lió de Poonch amb l'assistència del primer ministre pakistanès Liaquat Ali Khan i altres funcionaris. Liaquat Ali Khan va nomenar un comitè dirigit per Mian Iftikharuddin per redactar una "declaració de llibertat". El 4 d'octubre es va declarar a Lahore un govern provisional d'Azad Kashmir amb Ghulam Nabi Gilkar com a president sota el nom assumit de "Mr. Anwar" i Sardar Ibrahim com a primer ministre. Gilkar va viatjar a Srinagar i va ser arrestat pel govern del maharajà. Els funcionaris pakistanesos van nomenar posteriorment a Sardar Ibrahim com a president.

## Geografia
La part nord d'Azad Jammu i Caixmir comprèn la zona inferior de l'Himàlaia, incloent el pic Jamgarh (4.734 m o 15.531 peus). No obstant això, el pic Sarwali (6326 m) a Neelum Valley és el pic més alt de l'estat.
La regió rep precipitacions tant a l'hivern com a l'estiu. Muzaffarabad i Pattan es troben entre les zones més humides del Pakistan. A la major part de la regió, les precipitacions mitjanes superen els 1400 mm, amb les precipitacions mitjanes més altes a prop de Muzaffarabad (al voltant de 1800 mm). Durant la temporada estival, les inundacions monsòniques dels rius Jhelum i Leepa són freqüents a causa de les pluges extremes i la fusió de la neu.

## Història
En el moment de la partició de l'Índia el 1947, els britànics van abandonar la seva sobirania sobre els estats principescos, que van quedar amb les opcions d'unir-se a l'Índia o al Pakistan o mantenir-se independents. Hari Singh, el maharajà de Jammu i Caixmir, volia que el seu estat continués independent. Els musulmans de la província de Jammu occidental (actual dia Azad Kashmir) i de la província de districtes fronterers (actual Gilgit-Baltistan) havien volgut unir-se al Pakistan.
A la primavera de 1947, va esclatar una revolta contra el maharajà a Poonch, una zona que limitava amb la divisió Rawalpindi del Panjab occidental. Es diu que l'administració del maharajà va començar a imposar impostos punitius a la pagesia, cosa que va provocar una revolta local i l'administració va recórrer a una brutal supressió. La població de la zona, inflada per soldats recentment desmobilitzats després de la Segona Guerra Mundial, es va rebel·lar contra les forces del maharajà i va obtenir el control de gairebé tot el districte. Després d'aquesta victòria, els caps pro-pakistanesos dels districtes occidentals de Muzaffarabad, Poonch i Mirpur van proclamar un govern provisional d'Azad Jammu i Caixmir a Rawalpindi el 3 d'octubre de 1947. Ghulam Nabi Gilkar, amb el nom assumit "El senyor Anwar", va emetre una proclamació en nom del govern provisional a Muzaffarabad. Tanmateix, aquest govern va esclatar ràpidament amb l'arrest d'Anwar a Srinagar. El 24 d'octubre, es va establir un segon govern provisional d'Azad Kashmir a Palandri sota la direcció de Sardar Ibrahim Khan.
El 21 d'octubre, diversos milers de tribus paixtus de la província de la frontera nord-oest es van abocar a Jammu i al Caixmir per alliberar-lo del govern del maharajà. Estaven dirigits per caps militars experimentats i estaven equipats amb armes modernes. Les forces enfonsades del maharajà no van poder suportar l'atac. Els assaltants van capturar les ciutats de Muzaffarabad i Baramulla, aquestes últimes a 32 quilòmetres al nord-oest de la capital de l'estat Srinagar. El 24 d'octubre, el maharajà va demanar ajuda militar a l'Índia, que va respondre que no podia ajudar-lo llevat que accedís a l'Índia. En conseqüència, el 26 d'octubre de 1947, el maharajà Hari Singh va signar un instrument d'adhesió, lliurant el control de la defensa, els afers externs i les comunicacions al govern de l'Índia a canvi d'ajuda militar. [33] Les tropes índies van ser traslladades immediatament a Srinagar. Posteriorment, el Pakistan va intervenir. Es van produir combats entre els exèrcits indi i pakistanès, amb les dues àrees de control més o menys estabilitzades al voltant del que ara es coneix com la "Línia de control".
Més tard, l'Índia es va dirigir a les Nacions Unides per demanar-li que resolgués la disputa i es van aprovar resolucions a favor de la celebració d'un plebiscit pel que fa al futur del Caixmir. Tanmateix, no s'ha celebrat mai cap plebiscit d'aquestes parts, ja que hi havia una condició prèvia que exigia la retirada de l'exèrcit pakistanès juntament amb els elements no estatals i la posterior retirada parcial de l'exèrcit indi. [36] de les parts del Caixmir sota el seu control respectiu, una retirada que mai es va produir. El 1949, va entrar en vigor una línia formal d'alto el foc que separa les parts controlades per l'Índia i el Pakistan de Caixmir.
Després de l'acord d'alto el foc de 1949 amb l'Índia, el govern del Pakistan va dividir les parts nord i oest del Caixmir que controlava en el moment de l'alto el foc en les dues següents entitats polítiques controlades per separat:
- Azad Jammu i Caixmir (AJK): la part estreta i sud, de 400 km de longitud, amb una amplada que varia de 15 a 65 km (10 a 40 mi).
- Gilgit – Baltistan abans es deia Àrees del Nord Administrades Federalment (FANA) - l'entitat política molt més gran al nord d'AJK amb una superfície de 72.496 km² (27.991 milles quadrades).
Al mateix temps, sota el control pakistanès, el tractat Shaksgam del Caixmir, una petita regió al llarg de la frontera nord-est de Gilgit – Baltistan, va ser cedit provisionalment pel Pakistan a la República Popular de la Xina el 1963 i ara forma part de la regió autònoma uigur de Xinjiang.
El 1972, l'actual frontera entre les parts controlades de Caixmir de l'Índia i del Pakistan era designada com la "Línia de control". Aquesta línia s'ha mantingut sense canvis des de l'Acord de Simla de 1972, que obligava els dos països a "resoldre les seves diferències per mitjans pacífics mitjançant negociacions bilaterals". Alguns experts polítics afirmen que, tenint en compte aquest pacte, l'única solució al tema és la negociació mútua entre els dos països sense implicar cap tercer com les Nacions Unides. membre de l'Assemblea unicameral Azad Jammu i Caixmir.

## Govern
Azad Jammu i Caixmir (AJK) és nominalment un estat autònom, però des de l'alto el foc de 1949 entre les forces índies i pakistaneses, el Pakistan exerceix el control sobre l'estat sense incorporar-lo realment al Pakistan. Azad Kashmir té el seu propi president elegit, primer ministre, assemblea legislativa, tribunal superior (amb Azam Khan com a actual jutge en cap) i bandera oficial.
Els assumptes financers d'Azad Kashmir, és a dir, els assumptes pressupostaris i fiscals, són tractats pel Consell Azad Jammu i Kashmir en lloc de per la Junta Central d'Ingressos del Pakistan. El Consell Azad Jammu i Caixmir és un òrgan suprem format per 14 membres, 8 del govern d'Azad Jammu i Caixmir i 6 del govern del Pakistan. El seu president / cap executiu és el primer ministre del Pakistan. Altres membres del consell són el president i el primer ministre d'Azad Kashmir (o persona designada per ell / a) i 6 membres de l'Assemblea Legislativa d'AJK. El 24 d'octubre se celebra el dia Azad Kashmir a Azad Jammu i Caixmir, que és el dia en què es va crear el govern d'Azad Jammu i Caixmir el 1947. El Pakistan celebra el Dia de Solidaritat del Caixmir el 5 de febrer de cada any des del 1990 com a dia de protesta contra Sobirania de facto de l'Índia sobre el seu estat de Jammu i Caixmir. Aquest dia és una festa nacional al Pakistan. Els caixmiris a Azad Caixmir observen el Dia Negre de Caixmir el 27 d'octubre de cada any des de 1947 com un dia de protesta contra l'ocupació militar a Jammu i Caixmir controlats per l'Índia.
Brad Adams, el director asiàtic de l'ONG Human Rights Watch amb seu als Estats Units, ha dit el 2006; "Tot i que" azad "significa" lliure ", els residents d'Azad Kashmir són qualsevol cosa, però les autoritats pakistaneses governen el govern d'Azad Kashmir amb estrictes controls sobre les llibertats bàsiques." El Caixmir generalment ha acceptat tot el que el Pakistan els ha fet, que en qualsevol cas ha variat poc de com han estat tractats la majoria de pakistanesos (pel Pakistan). Segons Christopher Snedden, un dels motius d'això va ser que la gent d'Azad Kashmir sempre havia volgut formar part del Pakistan.
En conseqüència, tenint poc a témer d'una població pro-pakistanesa desproveïda d'opcions, Pakistan va imposar la seva voluntat a través del Ministeri Federal d'Afers del Caixmir i va fracassar en l'apoderament del poble d'Azad Caixmir, permetent un autogovern genuí només durant un curt període als anys setanta. La Constitució provisional dels anys setanta només permet als partits polítics que fidelitzen Pakistan: "No es permetrà cap persona o partit polític a Azad Jammu i Caixmir ... activitats perjudicials o perjudicials per a l'adhesió de l'Estat al Pakistan". El Front d'Alliberament de Jammu i Caixmir, independentista, mai no ha estat autoritzat a disputar eleccions a Azad Caixmir. Tot i que la Constitució provisional no els dona una elecció, la gent d'Azad Kashmir no ha considerat cap altra opció que la d'unió al Pakistan. Excepte en el sentit legal, Azad Kashmir s'ha integrat plenament al Pakistan.

## Desenvolupament
Segons l'informe del projecte del Banc Asiàtic de Desenvolupament, el banc ha establert objectius de desenvolupament per a Azad Kashmir en les àrees de salut, educació, nutrició i desenvolupament social. S'estima que tot el projecte costarà 76 milions de dòlars EUA. Alemanya, entre el 2006 i el 2014, també ha donat 38 milions de dòlars per al Programa d'infraestructures sanitàries AJK.

## Clima
Les parts del sud d'Azad Kashmir, inclosos els districtes de Bhimber, Mirpur i Kotli, tenen un clima extremadament calorós als estius i un clima fred moderat als hiverns. Rep pluges sobretot en temps de monsons.
A les parts central i nord de l'estat, el clima es manté moderadament calorós als estius i fred i fred a l'hivern. La caiguda de neu també es produeix allí al desembre i al gener.Aquesta regió rep precipitacions tant als hiverns com als estius. Muzaffarabad i Pattan es troben entre les zones més humides de l'estat, però no reben neu. A la major part de la regió, les precipitacions mitjanes superen els 1400 mm, amb les precipitacions mitjanes més altes a prop de Muzaffarabad (al voltant de 1800 mm). A l'estiu, les inundacions monsòniques dels rius Jhelum i Leepa són freqüents, a causa de les altes precipitacions i la fusió de la neu.

## Demografia

### Població
Segons els resultats preliminars del cens del 2017, la població d'Azad Kashmir és de 4,45 milions. El lloc web del govern d'AJK informa que la taxa d'alfabetització és del 74%, amb una taxa d'inscripció a l'escola primària del 98% i del 90% per als nois i les noies respectivament.
La població d'Azad Kashmir és gairebé totalment musulmana. La gent d'aquesta regió difereix culturalment dels caixmir que viuen a la vall del Caixmir de Jammu i Caixmir, i estan més a prop de la cultura de Jammu. Mirpur, Kotli i Bhimber són ciutats antigues de la regió de Jammu.

### Religió
Azad Jammu i Caixmir tenen una població gairebé totalment musulmana. Segons dades de les organitzacions comunitàries cristianes, hi ha al voltant de 4.500 residents cristians a la regió. Bhimber és la llar de la majoria de cristians, seguit de Mirpur i Muzaffarabad. Algunes desenes de famílies també viuen a Kotli, Poonch i Bagh. No obstant això, la comunitat cristiana ha estat lluitant per obtenir l'estatus residencial i els drets de propietat a AJK. No hi ha dades oficials sobre el nombre total de bahais a AJK. Se sap que només sis famílies viuen a Muzaffarabad, mentre que algunes viuen en zones rurals. Es calcula que els seguidors de la fe Ahmadi se situen entre els 20.000 i els 25.000 i la majoria viuen a Kotli, Mirpur Bhimber i Muzaffarabad.

### Grups ètnics
La majoria dels residents de la regió no són caixmiris ètnics. Més aviat, la majoria a Azad Kashmir són pahari que estan relacionats ètnicament amb els panjabis.
Les principals comunitats que viuen en aquesta regió són: 
- Gujjars: són una tribu agrícola i s'estima que és la comunitat més gran que viu a deu districtes d'Azad Kashmir.
- Els sudhans (també coneguts com a Sadozai, Sardar) són la segona tribu més gran que viu principalment als districtes de Poonch, Sudhanoti, Bagh i Kotli a Azad Kashmir, suposadament procedents de zones paixtus. Juntament amb els Rajput, són la font de la majoria dels líders polítics d'Azad Kashmir.
- Jats: són una de les comunitats més grans d'AJK i habiten principalment els districtes de Mirpur, Bhimber i Kotli. Una gran població de Mirpuris viu al Regne Unit i s'estima que ara hi ha més persones d'origen Mirpuri que resideixen al Regne Unit que al districte de Mirpur. El districte de Mirpur manté forts vincles amb el Regne Unit.
- Rajputs: es troben repartits per tot el territori i sumen poc menys de mig milió. Juntament amb els Sundhans, són la font de la major part de la classe política d'Azad Kashmir.
- Mughals - Situat en gran part als districtes de Bagh i Muzaffarabad.
- Awans - Un clan amb un nombre important trobat a Azad Jammu i Caixmir, que viu principalment a Bagh, Poonch, Hattian Bala i Muzaffarabad. A més d'Azad Kashmir, també resideixen a Punjab i Khyber Pakhtunkhwa en gran nombre.
- Abbasis: són un clan nombrós a Azad Jammu i Caixmir i viuen principalment als districtes de Bagh, Hattian Bala i Muzaffarabad. A més d'Azad Kashmir, també habiten en gran nombre Abbottabad i el Potohar superior del Panjab.
- Caixmir: Les poblacions ètniques de caixmir es troben a la vall de Neelam i la vall de Leepa (vegeu Caixmir a Azad Caixmir).

La cultura d'Azad Kashmir té moltes similituds amb la cultura del nord del panjabi (Potohar) a la província de Panjab, mentre que els sudhan tenen tradició oral dels paixtuns. Alguns sudhans de la zona porten el turbant Peshawari a la zona.
El vestit tradicional de les dones és el shalwar kameez a l'estil Pahari. El shalwar kameez és usat habitualment tant per homes com per dones. Les dones utilitzen un xal per tapar-se el cap i la part superior del cos.

### Idiomes
L'idioma oficial d'Azad Kashmir és l'urdú, mentre que l'anglès s'utilitza en dominis superiors. La majoria de la població, però, són parlants nadius d'altres idiomes. El més important és Pahari – Pothwari, amb els seus diversos dialectes. També hi ha comunitats importants que parlen gujari i caixmir, a més de butxaques de parlants de shina, paixtu i kundal shahi. A excepció del paixtu i l'anglès, aquestes llengües pertanyen a la família de llengües indo-àries.
Els dialectes del complex lingüístic Pahari-Pothwari cobreixen la major part del territori d'Azad Kashmir. També es parlen a través de la línia de control a les zones veïnes del Jammu i el Caixmir de l'Índia, i estan estretament relacionats amb el panjabi al sud i Hinko al nord-oest. La varietat d'idiomes als districtes del sud d'Azad Kashmir es coneix amb una gran varietat de noms –incloent Mirpuri, Pothwari i Pahari– i està estretament relacionada amb el Pothwari pròpiament dit a l'est a la regió de Pothohar al Panjab. Els dialectes dels districtes centrals d'Azad Caixmir es refereixen ocasionalment a la literatura com a Chibhali o Punchi, però els mateixos parlants solen anomenar-los Pahari, un nom ambigu que també s'utilitza per a diverses llengües no relacionades del Baix Himalaia. Anant cap al nord, les formes de parla canvien gradualment a Hindko. Ja al districte de Muzaffarabad, el nom local preferit per a la llengua és hindko, encara que aparentment encara està més estretament relacionat amb els dialectes bàsics del pahari. Més al nord de la vall de Neelam, el dialecte, també conegut localment com a Parmi, es pot subsumir de manera més inequívoca a Hindko.
Un altre idioma important de l'Azad Caixmir és el gujari. És parlada per diversos centenars de milers de persones entre els Gujars tradicionalment nòmades, molts dels quals actualment estan assentats. No tots els gujaros ètnics parlen gujarí, la proporció dels que han canviat a altres idiomes és probablement més alta al sud d'Azad Caixmir. El gujari està més estretament relacionat amb les llengües rajasthani (en particular el Mewati), tot i que també comparteix característiques amb el panjabi. Està dispersa per grans zones del nord del Pakistan i de l'Índia. Dins del Pakistan, els dialectes gujari d'Azad Kashmir són més similars, en termes de vocabulari bàsic compartit i d'intel·ligibilitat mútua, a les varietats gujar de la veïna regió Hazara que als dialectes parlats més al nord-oest a Khyber Pakhtunkhwa i al nord a Gilgit.
Hi ha comunitats disperses de parlants de caixmir, sobretot a la vall de Neelam, on formen el segon grup lingüístic més gran després dels parlants de hindko. Hi ha hagut crides a l'ensenyament del caixmir (particularment per contrarestar la pretensió de l'Índia de promoure la cultura del Caixmir), però els intents limitats d'introduir la llengua a l'escola secundària no han tingut èxit, i és l'urdú, en lloc de Caixmir, que els musulmans caixmir han vist com el seu símbol d'identitat. Hi ha un procés continu de canvi gradual cap a llengües locals més grans, però almenys a la vall de Neelam encara existeixen comunitats per a les quals el caixmir és l'única llengua materna.
Al districte més septentrional de Neelam, hi ha butxaques d'altres idiomes. El shina, que, com el caixmir, pertany al grup dardic, és present en dues varietats diferents parlades en tres pobles. La llengua iraniana paixto, la llengua principal de la província veïna de Khyber Pakhtunkhwa, es parla a dos pobles d'Azad Caixmir, ambdós situats a la línia de control. El Kundal Shahi, en perill d'extinció, és originari del poble homònim i és l'única llengua que no es troba fora d'Azad Caixmir.

## Economia
Històricament, l'economia d'Azad Kashmir ha estat agrícola, cosa que significava que la terra era la principal font o mitjà de producció. Això significa que tots els aliments per al consum immediat i a llarg termini es produïen a partir de la terra. Els productes incloïen diversos cultius, fruites, hortalisses, etc. La terra també era la font d'altres necessitats de subsistència com la fusta, el combustible, el pasturatge d'animals que després es convertien en productes lactis. A causa d'aquesta terra, també va ser la principal font d'ingressos per als governs el principal propòsit dels quals durant segles era acumular ingressos.
L'agricultura és una part important de l'economia d'Azad Kashmir. Les zones baixes amb molta població conreen cultius com l'ordi, els mangos, el mill, el blat de moro i el blat, i també crien bestiar. A les zones elevades menys poblades i més repartides, la silvicultura, el blat de moro i la ramaderia són les principals fonts d'ingressos. Hi ha recursos minerals i de marbre a Azad Kashmir, prop de Mirpur i Muzaffarabad. També hi ha dipòsits de grafit a Mohriwali. També hi ha dipòsits de carbó de baixa qualitat, guix, bauxita i zircó. Les indústries domèstiques locals produeixen objectes de fusta tallada, tèxtils i catifes dhurrie. També hi ha una indústria artesanal que produeix béns culturals com ara namdas, xals, pashmina, ferans, paper-mâché, cistelleria coure, catifes, talla de fusta, roba de seda i llana, patto, catifes, namda gubba i argenteria. Els productes agrícoles produïts a la regió inclouen bolets, mel, nous, pomes, cireres, herbes i plantes medicinals, resina, deodar, kail, chir, avet, auró i fusta de freixe.
La migració al Regne Unit es va accelerar i amb la finalització de la presa de Mangla el 1967, el procés de "migració en cadena" es va convertir en ple flux. Avui en dia, les remeses de la comunitat britànica Mirpuri tenen un paper fonamental en l'economia d'AJK. A mitjans dels anys cinquanta es van iniciar diversos processos de desenvolupament econòmic i social a Azad Caixmir. Als anys seixanta, amb la construcció de la presa Mangla al districte de Mirpur, el govern d'Azad Jammu i el Caixmir va començar a rebre royalties del govern pakistanès per l'electricitat que la presa proporcionava al Pakistan. A mitjans de la dècada de 2000, es va iniciar una reconstrucció multimilionària després del terratrèmol del Caixmir del 2005.
A més de l'agricultura, el tèxtil i l'artesania, les remeses han tingut un paper important en l'economia d'Azad Kashmir. Un analista va estimar que la xifra d'Azad Kashmir era del 25,1% el 2001. Pel que fa als ingressos anuals de les famílies, les persones que viuen a les zones més altes depenen més de les remeses que les que viuen a les zones més baixes. A la darrera part del 2006, milers de milions de dòlars per al desenvolupament van ser discutits per les agències internacionals d'ajuda per a la reconstrucció i rehabilitació de zones afectades pels terratrèmols a Azad Kashmir, tot i que gran part d'aquesta quantitat es va perdre posteriorment en els canals burocràtics, cosa que va provocar retards considerables en l'ajuda. arribar als més necessitats. Centenars de persones van continuar vivint en tendes de campanya molt després del terratrèmol. L'Agència de Cooperació Internacional del Japó va preparar un pla d'ús del sòl per a la ciutat de Muzaffarabad.
Les destinacions turístiques de la zona inclouen:
- Muzaffarabad, la capital d'Azad Kashmir, es troba a la vora dels rius Jhelum i Neelum. Es troba a 138 km (86 mi) de Rawalpindi i Islamabad. Llocs turístics coneguts a prop de Muzaffarabad són el Fort Roig, Pir Chinassi, Patika, el llac Subri i Awan Patti.
- La vall de Neelam es troba al nord i nord-est de Muzaffarabad, la porta d'entrada a la vall. Les principals atraccions turístiques de la vall són Athmuqam, Kutton, Keran, Changan, Sharda, Kel, Arang Kel i Taobat.
- Sudhanoti és un dels vuit districtes d'Azad Kashmir al Pakistan. Sudhanoti es troba a 90 km (56 mi) de Islamabad, la capital del Pakistan. Està connectat amb Rawalpindi i Islamabad a través de la carretera Azad Pattan.
- La ciutat de Rawalakot és la seu del districte de Poonch i es troba a 122 km (76 mi) d'Islamabad. Les atraccions turístiques del districte de Poonch són el llac Banjosa, Devi Gali, Tatta Pani i Toli Pir.
- La ciutat de Bagh, la seu del districte de Bagh, es troba a 205 km (127 mi) d'Islamabad i a 100 km (62 mi) de Muzaffarabad. Les principals atraccions turístiques del districte de Bagh són el fort de Bagh, Dhirkot, Sudhan Gali, el llac Ganga, Ganga Choti, la cascada de Kotla, Neela Butt, Danna, el parc nacional Panjal Mastan i Las Danna.
- La vall de Leepa es troba a 105 km al sud-est de Muzaffarabad. És el lloc més encantador i pintoresc per als turistes a Azad Kashmir.
- New Mirpur City és la seu del districte de Mirpur. Les principals atraccions turístiques properes a la ciutat de New Mirpur són el llac Mangla i el fort Ramkot.

## Esports
El futbol, el cricket i el voleibol són molt populars a Azad Kashmir. També se celebren molts torneigs durant tot l'any i, al mes sagrat de Ramazan, també s'organitzen tornejos il·luminats de nit.
Azad Kashmir té un equip de cricket T20 al torneig nacional T20 de Pakistan
New Mirpur City té un estadi de cricket (estadi Quaid-e-Azam) que ha estat assumit per la Junta de Cricket del Pakistan per a la seva renovació per elevar-lo als estàndards internacionals. També hi ha un estadi de cricket a Muzaffarabad amb capacitat per a 8.000 persones. Aquest estadi ha acollit 8 partits del Torneig Inter-District Under 19 2013.
També hi ha clubs de futbol registrats:
- Club de futbol pilot
- Club de Futbol Juvenil
- Kashmir National FC
- Azad Super FC